# Arrondissement de Wandsbek
Wandsbek est un arrondissement de la ville de Hambourg, en Allemagne.  Il est situé au nord de la ville. Il comptait 409 132 habitants en 2006.
Hambourg-Wandsbek (de) désigne par ailleurs l'un des 105 quartiers de la ville de Hambourg, lequel se trouve dans l’arrondissement de Wandsbek et lui a donné son nom.

## Parcs
- Puvogelbrunnen-Garten
- Berner Gutspark
- Eichtalpark
- Volksdorfer Wald
- Wandsbeker Gehölz

## Sport
Le quartier disposait de son propre stade, le Stade Marienthal (qui exista entre 1924 et 2009), dans lequel évoluait le principal club de football du quartier, le Concordia Hambourg.